# Дулиця
Ду́лиця (мак. Дулица) — село у Північній Македонії, яке входить до общини Македонська Камениця, що в Східному регіоні країни.
Громада складається з — 305 осіб (перепис 2002) і всі македонці. Село розкинулося в гірській місцевості (середні висоти — 660 метрів) історико-географічної місцини Осоговиця.